# Ladislav Josef Čelakovský

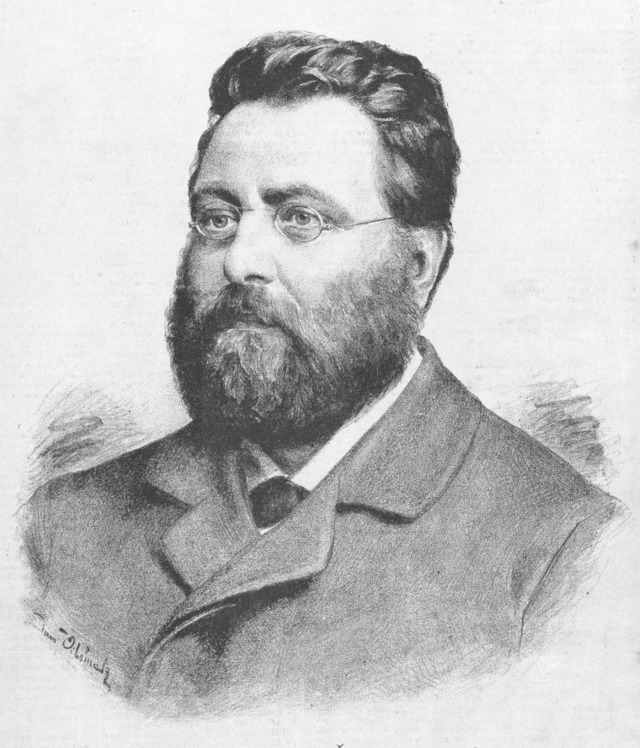
Ladislav Josef Čelakovský
Etsning av Jan Vilímek

Ladislav Josef Čelakovský, född 29 november 1834 i Prag, död där 24 november 1902, var en tjeckisk botaniker. Han var son till František Ladislav Čelakovský och bror till Jaromír Čelakovský.
Čelakovský blev filosofie doktor 1863, och professor i botanik vid Karlsuniversitetet i Prag 1880. Han var huvudsakligen verksam på floristikens och morfologins område. Tyngdpunkten i hans forskning låg inom morfologin, där han bland annat behandlade bladens och axlarnas arkitektonik, blommornas byggnad och fylogeni med mera.
Auktorsnamnet Čelak. kan användas för Ladislav Josef Čelakovský i samband med ett vetenskapligt namn inom botaniken; se Wikipediaartiklar som länkar till auktorsnamnet.

## Publikationer
1867 - 1881 Prodromus der Flora von Böhmen (fyra band)

## Eponymer
Släkte:
(Daphne) Celakovskya
Arter:
- Erigeron celakovskyi Rohlena
- Astracantha celakovskyana (Freyn & Bornm.) Podlech
- Lathyrus celakovskyi Širj.
- Orchis celakovskyi Rohlena
- Pulsatilla celakovskyana Domin
- Thymus celakovskyanus M.Schulze